# 岩田栄慶
 岩田 栄慶（いわた ひでよし、1980年8月28日 - ）は、日本の俳優、脚本家、スーツアクター、スタントマン。キャスタッフ（円谷プロダクションのアクションチーム）所属。山形県出身。

## 人物・来歴
高校時代まで空手とボクシングを学んでおり、アクション映画や特撮ものを愛好していたことから、アクション俳優の道を志すようになった。18歳の時にテレビ番組のクレジットのみを頼りにジャパンアクションエンタープライズへ連絡するものの募集は終了しており、その後に初めて観覧した遊園地のヒーローショーの楽屋を訪ねて求職し、キャスタッフへ所属した。
ヒーローショーの仕事を経て2003年に『超星神グランセイザー』のセイザーギャンズ役で映像デビュー後、『ウルトラマンネクサス』以降のウルトラシリーズで数多くのウルトラマンのスーツアクターを務めている。
2010年から2016年まで、『ウルトラマン列伝』をはじめとして映画やオリジナルビデオ作品に登場するウルトラマンゼロのスーツアクターを担当している。
真枝 ひいろの名義で、アクションユニット「キング・バブーン」のリーダーを務めていた時期もある。
2019年7月10日には、元女優の長谷川眞優との結婚を自身のTwitterで発表した。2020年夏には第1子となる長女が誕生し、同年12月にはウルトラシリーズで縁のある坂本浩一監督の計らいで家族3人揃って『仮面ライダーセイバー』にゲスト出演している。

## 出演

### テレビ
- 超星神グランセイザー（2003年 - 2004年） - セイザーギャンズ[1]、ゴーギャン（ガルバ星人）
- ウルトラシリーズ
  - ウルトラQ dark fantasy 第1話「踊るガラゴン」（2004年） - 隊員
  - ウルトラマンネクサス（2004年 - 2005年） - ウルトラマンネクサス[8]、ダークファウスト[9]、ダークメフィスト[9][10]、ダークザギ[9][10]
  - ウルトラマンマックス（2005年 - 2006年） - ウルトラマンマックス[11][12]
  - ウルトラマンメビウス（2006年 - 2007年） - ウルトラマンメビウス（通常、バーニングブレイブ、メビウスブレイブ）、ハンターナイトツルギ / ウルトラマンヒカリ[13]
  - ULTRASEVEN X EPISODE.5「PEACE MAKER」（2007年） - ボーダ星人
  - ウルトラギャラクシー大怪獣バトル 第13話「惑星脱出」（2008年） - レイモン
  - ウルトラギャラクシー大怪獣バトル NEVER ENDING ODYSSEY （2008年 - 2009年） - ZAP警備員、レイモン、フック星人（RB）の声
  - ウルトラマン列伝（2011年 - 2013年） - ウルトラマンゼロ
  - ウルトラゼロファイト（2012年） - ウルトラマンゼロ、ゼロダークネス[14]
  - ウルトラゾーン 第6話「THE LOVE」（2011年） - ザラブ星人
  - ウルトラマンギンガ（2013年） - ウルトラセブンダーク[15]、ティガダーク（SD）[15]
  - ウルトラマンギンガS（2014年） - ウルトラマンビクトリー
  - ウルトラファイトビクトリー（2015年） - ウルトラマンビクトリー
  - ウルトラマンX（2015年） - ウルトラマンエックス、ウルトラマンゼロ、ウルトラマンビクトリー
  - ウルトラマンオーブ（2016年） - ウルトラマンオーブ（スペシウムゼペリオン、バーンマイト、オーブオリジン）
  - ウルトラファイトオーブ 親子の力、おかりします！（2017年） ‐ ウルトラマンオーブ
  - ウルトラマンジード（2017年） - ウルトラマンジード[1]、シャドー星人ゼナ（人間態[注釈 1]）[16]
  - ウルトラ怪獣散歩（2018年）4thシーズン 第1回「2018年の挑戦 ～箱根～」、第2回「明日の黒たまごを捜せ ～箱根～」 - シャドー星人
  - ウルトラマンR/B（2018年） - ウルトラマンロッソ
  - ウルトラマンタイガ（2019年） - ウルトラマンタイガ
  - ウルトラマンZ（2020年） - ウルトラマンゼット、パイロット
  - ウルトラマントリガー NEW GENERATION TIGA（2021年 - 2022年） - ウルトラマントリガー
  - ウルトラマン クロニクルD（2022年）
  - ウルトラマンデッカー（2022年 - 2023年） - ウルトラマンデッカー[17]、ウインダム[注釈 2][18]
  - ウルトラマン ニュージェネレーション スターズ（2023年）
  - ウルトラマンブレーザー（2023年 - 2024年） - ウルトラマンブレーザー（スーツアクター・声）[19]
  - ウルトラマンアーク（2024年 - 2025年） - ウルトラマンアーク
  - ウルトラマンオメガ（2025年 - ） - ウルトラマンオメガ
- 特捜戦隊デカレンジャー Episode.36（2004年）[20]
- 謎解きはディナーのあとで（2011年）
- 夢銃士ヴァリアード（2012年 - 2013年） - 夢喰怪獣バクドン
- 仮面ライダーセイバー 第16章（2020年） - ワンダーワールドを見る夫婦[7]

### ウェブドラマ
- ウルトラマンオーブ THE ORIGIN SAGA（2016年） - ウルトラマンオーブ（オリジン・ザ・ファースト）
- ウルトラギャラクシーファイト ニュージェネレーションヒーローズ（2019年）
- ウルトラマン -シンガポールの新たな力-（2021年）[21]
- ウルトラギャラクシーファイト 運命の衝突（2022年）
- グッドモーニング、眠れる獅子2（2023年）[22]

### 映画
- ウルトラマンティガ THE FINAL ODYSSEY（2000年）
- 新世紀ウルトラマン伝説（2002年） - ウルトラ28ヒーロー
- 新世紀2003ウルトラマン伝説 THE KING'S JUBILEE（2003年） - ウルトラマンジャスティス（スタンダードモード）[注釈 3]
- ULTRAMAN（2004年）
- 大決戦!超ウルトラ8兄弟（2008年） - ウルトラマンティガ[23]、ウルトラマンメビウス[24]
- 大怪獣バトル ウルトラ銀河伝説 THE MOVIE（2009年） - M78星雲人[1]
- ウルトラマンゼロ THE MOVIE 超決戦!ベリアル銀河帝国（2010年） - ウルトラマンゼロ
- ウルトラマンサーガ（2012年） - ウルトラマンゼロ[25]、ウルトラマンサーガ[25] 他
- ウルトラマンギンガ 劇場スペシャル（2013年） - ダークザギ（SD）[15]
- 劇場版 ウルトラマンギンガS 決戦!ウルトラ10勇士!!（2015年） - ウルトラマンビクトリー、ウルトラマンゼロ[26]
- 劇場版 ウルトラマンX きたぞ!われらのウルトラマン（2016年） - ウルトラマンエックス
- 劇場版 ウルトラマンオーブ 絆の力、おかりします!（2017年） - ウルトラマンオーブ
- 劇場版 ウルトラマンジード つなぐぜ! 願い!!（2018年） - ウルトラマンジード
- 劇場版 ウルトラマンR/B セレクト 絆のクリスタル（2019年） - ウルトラマンロッソ
- 劇場版 ウルトラマンタイガ ニュージェネクライマックス（2020年） - ウルトラマンタイガ / ウルトラマンレイガ
- ウルトラマントリガー エピソードZ（2022年） - ウルトラマントリガー
- ウルトラマンデッカー最終章 旅立ちの彼方へ…（2023年） - ウルトラマンデッカー、ウルトラマンディナス[27]
- 英雄傳（2025年公開予定）[28]

### オリジナルビデオ
- ウルトラ銀河伝説外伝 ウルトラマンゼロVSダークロプスゼロ（2010年） - ウルトラマンゼロ
- ウルトラマンゼロ外伝 キラー ザ ビートスター（2011年）
- 爆竜戦隊アバレンジャー 20th 許されざるアバレ（2024年） - アバレキラー[29]

### 舞台
- 時空警察ヴェッカーサイト（2011年2月24日 - 27日、渋谷区文化総合センター大和田 伝承ホール） - 傭兵隊長カッシュ[注釈 4]
- 汝知り初めし逢魔が刻に…（2010年3月3日 - 7日、笹塚ファクトリー） - 斯波上月、鬼
- カプセル兵団「臥龍頂上伝3部作連続上演『双龍無影伝 ～臥龍頂上伝3～』」（2008年12月13日 - 30日、笹塚ファクトリー）
- カプセル兵団「超鋼祈願ササヅカイン ～暗黒のイノセント～」（2011年10月6日 - 10日、笹塚ファクトリー）
- カプセル兵団「からくりサーカス ～からくり編～」（2012年2月9日 - 12日、笹塚ファクトリー）
- カプセル兵団「からくりサーカス ～サーカス編～」（2012年11月15日 - 18日、笹塚ファクトリー）
- カプセル兵団「超鋼祈願ササヅカイン ～新たなる脅威～」（2013年7月11日 - 15日、笹塚ファクトリー）
- DARKNESS HEELS～THE LIVE～SHINKA（2019年12月5日 - 15日、CBGKシブゲキ!!） - グレゴ
- カプセル兵団「うしおととら」（2022年8月18日 - 21日、シアターサンモール） - 鏢
- WITH YOU「桃太郎 〜芥川龍之介ver.〜」（2024年6月12日 - 16日、六行会ホール）[30]

### ゲーム
- ウルトラマン Fighting Evolution Rebirth （2005年） - アクター

### 玩具
- ウルトラマンブレーザー 電光変身 DXブレーザーブレス（2023年7月8日） - ウルトラマンブレーザー 役
- ウルトラマンブレーザー ガラダマ雷鳴剣 DXチルソナイトソード（2023年9月30日） - ウルトラマンブレーザー 役
- ウルトラマンブレーザー DXファードラン（2023年11月25日） - ウルトラマンブレーザー 役
- サウンド×アクション 叫ぶ!ウルトラマンブレーザー（2024年2月23日） - ウルトラマンブレーザー 役
- 光る!!鳴る!!スパイラルバレード（2024年6月） - ウルトラマンブレーザー 役
- ウルトラマンブレーザー ブレーザーブレス MEMORIAL EDITION（2024年7月） - ウルトラマンブレーザー 役
- ウルトラマンアーク DXアークキューブ ウルトラマンブレーザーキューブ&アークキューブホルダー（2024年10月19日） - ウルトラマンブレーザー 役
- ウルトラマンブレーザー サウンドウルトラなりきり ブレーザーブレス（2025年1月25日） - ウルトラマンブレーザー 役